# Arcey (Costa d'Or)
Arcey és un municipi francès, situat al departament de la Costa d'Or i a la regió de Borgonya - Franc Comtat. L'any 2007 tenia 41 habitants.

## Demografia

### Població
El 2007 la població de fet d'Arcey era de 41 persones. Hi havia 19 famílies, de les quals 8 eren unipersonals (4 homes vivint sols i 4 dones vivint soles), 7 parelles sense fills i 4 parelles amb fills.
La població ha evolucionat segons el següent gràfic:
Habitants censats

### Habitatges
El 2007 hi havia 25 habitatges, 18 eren l'habitatge principal de la família, 6 eren segones residències i 1 estava desocupat. Tots els 25 habitatges eren cases. Dels 18 habitatges principals, 15 estaven ocupats pels seus propietaris i 3 estaven llogats i ocupats pels llogaters; 2 tenien dues cambres, 2 en tenien tres, 4 en tenien quatre i 10 en tenien cinc o més. 15 habitatges disposaven pel capbaix d'una plaça de pàrquing. A 7 habitatges hi havia un automòbil i a 10 n'hi havia dos o més.

### Piràmide de població
La piràmide de població per edats i sexe el 2009 era:
| Homes | Edats   | Dones |
| ----- | ------- | ----- |
| 0     | 95 o +  | 0     |
| 0     | 90 a 94 | 0     |
| 0     | 85 a 89 | 0     |
| 0     | 80 a 84 | 0     |
| 4     | 75 a 79 | 0     |
| 0     | 70 a 74 | 4     |
| 0     | 65 a 69 | 0     |
| 0     | 60 a 64 | 0     |
| 0     | 55 a 59 | 0     |
| 0     | 50 a 54 | 4     |
| 8     | 45 a 49 | 0     |
| 4     | 40 a 44 | 4     |
| 0     | 35 a 39 | 0     |
| 0     | 30 a 34 | 0     |
| 0     | 25 a 29 | 0     |
| 0     | 20 a 24 | 0     |
| 0     | 15 a 19 | 4     |
| 4     | 10 a 14 | 0     |
| 0     | 5 a 9   | 0     |
| 0     | 0 a 4   | 0     |

## Economia
El 2007 la població en edat de treballar era de 29 persones, 23 eren actives i 6 eren inactives. De les 23 persones actives 21 estaven ocupades (12 homes i 9 dones) i 2 estaven aturades (1 home i 1 dona). De les 6 persones inactives 4 estaven jubilades, 1 estava estudiant i 1 estava classificada com a «altres inactius».
Activitats econòmiques
L'únic establiment que hi havia el 2007 era d'una empresa de construcció.
L'únic servei als particulars que hi havia el 2009 era un paleta.

## Poblacions més properes
El següent diagrama mostra les poblacions més properes.